# Шатёр (архитектура)
Шатёр — архитектурная форма в виде многогранной (чаще всего восьмигранной) пирамиды, служащая для завершения архитектурного сооружения. Шатрами завершали храмы, колокольни, башни и крыльца. Шатры бывают деревянные и каменные (кирпичные).

## Шатёр в европейской архитектуре
В Западной Европе шатёр использовался в основном для завершения башен. В чисто утилитарных целях шатрами завершались кухни и пивоварни. В храмовом строительстве шатры никогда не употреблялись. Есть редчайшие случаи деревянных декоративных шатров над средокрестием готических храмов, что остается совершенно не характерным для готики. Внешне с шатром имеют сходство шпили готических храмов. Один из известных примеров применения шатрового завершения — колокольня римско-католической церкви Святого Франциска в Гронингене (Нидерланды) — относится к 30-м годам XX века.

## Шатёр в русской деревянной архитектуре
Шатёр получил широкое распространение в русской церковной архитектуре. Многие из деревянных церквей, сохранившиеся в основном на севере России и в архитектурных музеях-заповедниках, завершаются шатром. Самые ранние сохранившиеся постройки относятся к XVI веку. Но более ранние письменные источники, содержащие упоминания о деревянных храмах, позволят предположить именно шатровую форму в завершении церквей. Есть изображение деревянных шатров на иконе «Введение» из села Кривое на Северной Двине (начало XIV века, ГРМ). Кроме того, для деревянного зодчества характерно постоянство типологии. Более поздние храмы в целом повторяли предшествующие постройки. Шатровые завершения, вероятно, возникли на Руси с древнейших времен, заменив собой в деревянном строительстве купола. В отличие от каменных церквей в деревянных постройках очень трудно передать форму купола, конструкция же шатра гораздо проще. Деревянный шатер имеет каркас из восьми (самый распространенный вариант) вертикальных бревен, сходящихся верхними концами к центру. Шатры придавали храмам красивый столпообразный силуэт, но не были единственным вариантом их завершения.
Помимо церквей шатёр употреблялся и в других деревянных постройках. Из-за преимущественно деревянной застройки шатры играли ведущую роль в силуэте древнерусского города.

## Шатёр в русской каменной архитектуре
Только в русской архитектуре шатёр начал употребляться в каменном храмовом строительстве. Первые каменные шатровые храмы относятся к первой трети XVI века. Самый известным из них и безусловным шедевром является церковь Вознесения в Коломенском (1532). В результате недавних исследований первым шатровым храмом считается Покровская церковь в Александровой слободе (1510-е годы). Но в XVI — первой половине XVII века шатровые храмы получают широкое распространение. Шатром завершён центральный придел Покровского собора на Красной площади в Москве (1555—1560). Самым крупным шатровым храмом стала Борисоглебская церковь в Борисове-городке, достигавшая 74 (80) м в высоту.
Как и в деревянной архитектуре, шатёр мог ставиться как прямо на четверик, так и на восьмерик (второй восьмигранный ярус храма). Шатры, как правило, имели вытянутые пропорции, придавая силуэту храмов резкую динамичность, устремлённость вверх. Снаружи шатры могли украшаться декором, например, кокошниками, как в Покровском соборе. В первой половине XVII века шатры делают глухими, не открытыми своим внутренним пространством в интерьер храма. Постепенно шатры превращаются в чисто декоративный элемент. Примером этого могут служить церковь Рождества Богородицы в Путинках в Москве (1649—1652) и Успенская Дивная церковь в Угличе (1625—1627).
В 1648 году патриарх Никон запретил строительство шатровых храмов, повелев вернуться к завершению храмов куполами. Шатрами перестали перекрывать здание самого храма, но продолжили использовать для завершения колоколен. Шатровая колокольня была наиболее распространена в русской храмовой архитектуре XVII века и в период историзма во второй половине XIX века, когда начали строить храмы в русском стиле.
Помимо колоколен, шатрами могли перекрывать крыльца храмов и палат. Очень широко шатры использовались для перекрытия башен. После Смутного времени шатрами были украшены все башни Московского Кремля. Многие крепости (Троице-Сергиева лавра, Симонов монастырь в Москве, Иосифо-Волоцкий монастырь под Волоколамском и другие) имеют башни, завершённые огромными кирпичными шатрами.
Если шатры в храмах имели мало окон или не имели их вообще, то шатры колоколен прорезаны, как правило, многочисленными окошками. Имеют окна и большие в диаметре шатры крепостных башен.
- Звонница в Александро-Свирском монастыре. XVII век
- Колокольня собора в Суздале. XVII век
- Ворота Ризоположенского монастыря в Суздале. 1688 год
- Собор Василия Блаженного и Спасская башня Московского Кремля
- Крыльцо палат в Ростове Великом
- Башни Симонова монастыря в Москве
- Роспись шатра Покровской церкви в Александровой слободе